# Барановский, Степан Иванович
Степа́н Ива́нович Барано́вский (1817/1818—1890) — русский педагог, заслуженный профессор Гельсингфорского университета; картограф, инженер и изобретатель в области кораблестроения и транспорта.

## Биография
Родился, как указывал в своей автобиографии, 23 декабря 1817 (4 января 1818) года в селе Капустино Мышкинского уезда Ярославской губернии. В то время там находился 18-й егерский полк, одной из рот которого командовал его отец — дворянин Черниговской губернии Иван Андреевич Барановский. Мать — Фёкла Михайловна, дочь польского помещика Ярошевского. Степан был третьим ребёнком в семье, но первые двое, Александр и Мария умерли в младенчестве, до его рождения. После рождения сына отец оставил военную службу и переехал с семьёй на родину, поселившись в Конотопе.
Первоначальное образование получил в Черниговской гимназии. В 1833 году был принят в число казённокоштных студентов историко-филологического факультета Санкт-Петербургского университета по специальному разрешению министра просвещения (из-за недостаточного возраста — в университет принимали с 16 лет). Изучал восточные языки — арабский, персидский, турецкий.
По окончании университетского курса действительным студентом в 1836 году вакансии переводчика не оказалось и 24 октября он был назначен старшим учителем истории и статистики в Псковскую гимназию. С 1 августа 1842 года он недолго был преподавателем истории и географии Второй Санкт-Петербургской гимназии; уже 23 декабря того же года он был назначен исправляющим должность экстраординарного профессора русского языка в Гельсингфорском университете; с апреля 1855 года был также цензором.
Вышел в отставку 13 сентября 1862 года с производством в чин действительного статского советника и со званием заслуженного профессора университета. Вернувшись в Петербург, он около трёх лет (с 10 декабря 1864 по 11 сентября 1867) состоял чиновником особых поручений при Государственном контроле, а затем около года (с 11 сентября 1867 года) был главным инспектором училищ Западной Сибири.
Выйдя в отставку 3 июня 1868 года С. И. Барановский, причисляемый к различным министерствам, никаких должностей больше не занимал, а в 1881 году окончательно оставил государственную службу.
Барановский был полиглотом. 

человек редкого разнообразия способностей: он знал не только главные европейские языки, но, кроме того, шведский, датский, польский, финский, арабский, турецкий и персидский, писал чуть ли не по всем отраслям знания: по языковедению, истории литературы, богословию, географии, статистике, медицине, механике и геометрии, составлял железнодорожные проекты, издавал карты, делал изобретения.
Им было переведено основное произведение германо-скандинавской мифологии — Эдду. Ещё до Людвика Заменгофа он представил проект международного языка в работе «L idéographie d’une langue pour toutes les nations» (Харьков 1884).
С. И. Барановский сыграл большую роль в развитии железнодорожной сети в Азиатской части России, разработав проекты и обоснования необходимости строительства железных дорог, в частности, из Оренбурга, через Ташкент и Самарканд к верховьям Аму-Дарьи и Транссибирской железной дороги от Оренбурга до Владивостока. Его труд «Об экономическом значении железной дороги через Центральную Азию», опубликованный в России, по мнению ряда учёных, имел решающее значение для принятия решения строительства железнодорожной линии, которая и сегодня играет большую роль в экономическом развитии Республики Казахстан.
Кроме многочисленных работ по географии, Барановский издал также географические карты, в том числе «Исторический атлас древнего мира», «Краткий географический атлас» и «Klimatologische Karte der Erde» (Гельсингфорс, 1849).
Барановский изобрёл планиметр-пантограф оригинальной конструкции (изготовлено 100 экз.) и «путемер», позволявший производить измерение расстояний на местности, углов наклона и поворота пути, автоматически вычерчивать профиль и план пути. Дальше удачных опытов не пошли многие другие его изобретения: подводная лодка, построенная под его руководством и при содействии его старшего сына Владимира, равно как и наиболее важное изобретение его, имеющее своим предметом улучшенные способы для сжимания воздуха и для приложения силы сжатого воздуха к движению машин. Построенный им Духоход Барановского (или «духовой самокат Барановского»), первым машинистом которого стал сын Владимир, возил в 1862 году некоторое время небольшие поезда по Николаевской железной дороге, но, поступив в распоряжение морского министерства, изобретение это там и «заглохло»; но за него он был награждён орденом Св. Владимира. В 1881 году создал проект винтокрылого летательного аппарата со складывающимися крыльями под названием «Летун», но не получил финансирования для испытаний.
Барановский также оставил след в истории и как общественный деятель. По его идее и на основании составленной им статистики преступлений в Финляндии в Гельсингфорсе возникло «общество умеренности», избравшее его своим председателем и вызвавшее к жизни множество обществ трезвости, по числу которых Финляндия того времени считалась одной из первых стран в мире. При основании «общества покровительства животных» он был председателем организационного комитета. В 1860-х годах по его инициативе был основан приют для женщин, выходящих из тюрем и больниц, и он же первый высказал мысль о необходимости основать в городе Санкт-Петербурге ночлежный приют.
Умер 17 (29) октября 1890 года в Ялте.

## Избранная библиография
Кроме множества статей в различных журналах и газетах, Барановским были изданы:
- «Руководство к первоначальному изучению русского языка» (Гельсингфорс, 1846 год; есть и шведское издание),
- «Исторический атлас древнего мира» (СПб., 1843; 3-е изд. — СПб., 1850);
- «Краткий географический атлас» (СПб., 1845, 2 изд. — СПб., 1857);
- «О согласовании правописания с произношением» (1848);
- «Начальные основания географии» (СПб., 1853);
- «Духовая сила как движитель» («Морской сборник». — 1859. — № 4);
- «Гигиена» (СПб., 1860 )— первая популярная книга на русском языке по этому предмету
- «Индо-волжская железная дорога» (СПб., 1874);
- «Идеография. Общий язык для всех народов» (Харьков, 1884).